# Leporicypraea
Leporicypraea là một chi ốc biển, là động vật thân mềm chân bụng sống ở biển trong họ Cypraeidae, họ ốc sứ. Các loài trong chi này thường thấy ở hải vực Ấn Độ Dương-Thái Bình Dương.

## Các loài
Các loài thuộc chi Leporicypraea bao gồm:
- Leporicypraea mappa (Linnaeus, 1758)
- Leporicypraea valentia (Perry, 1811)

## Hình ảnh

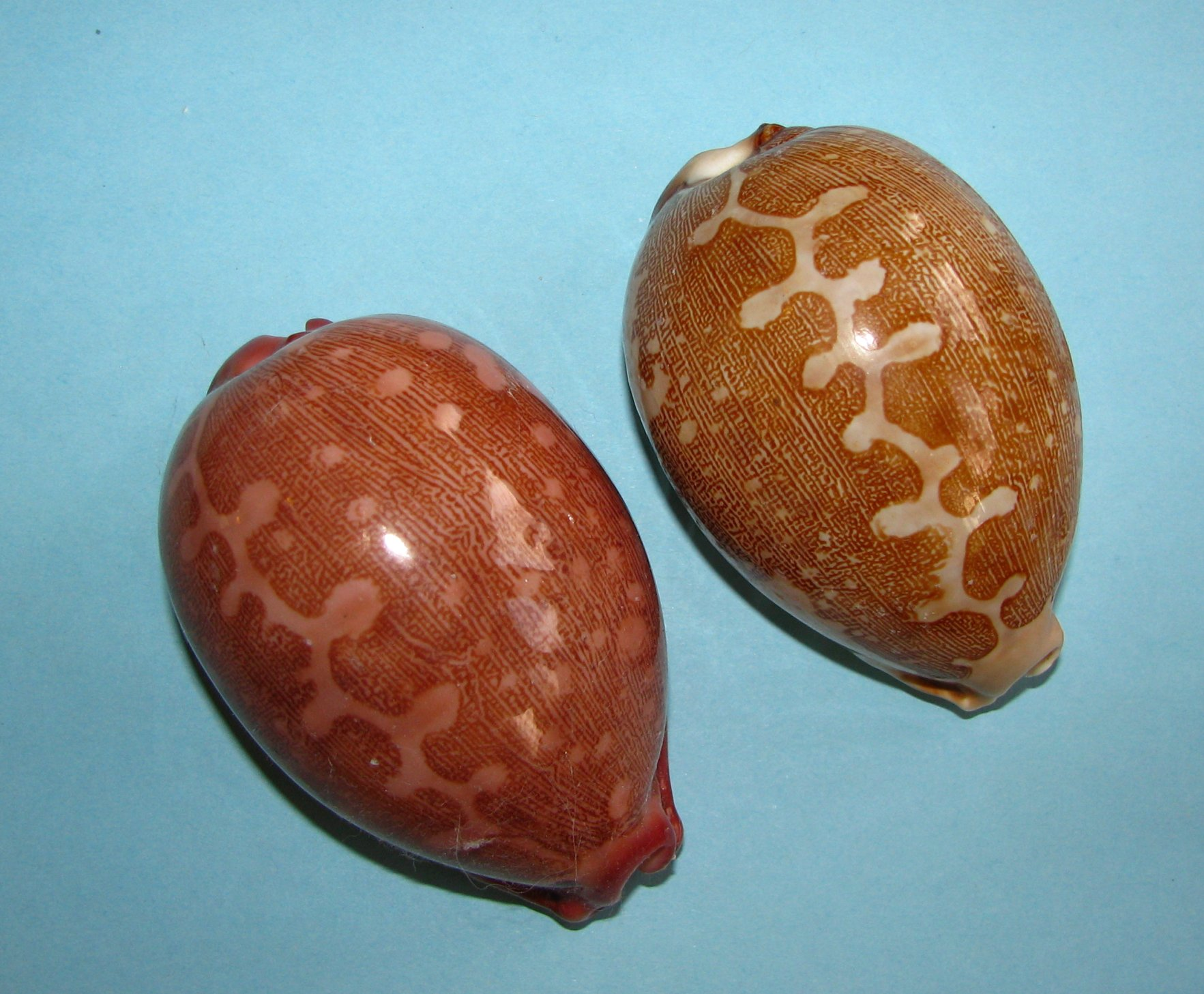
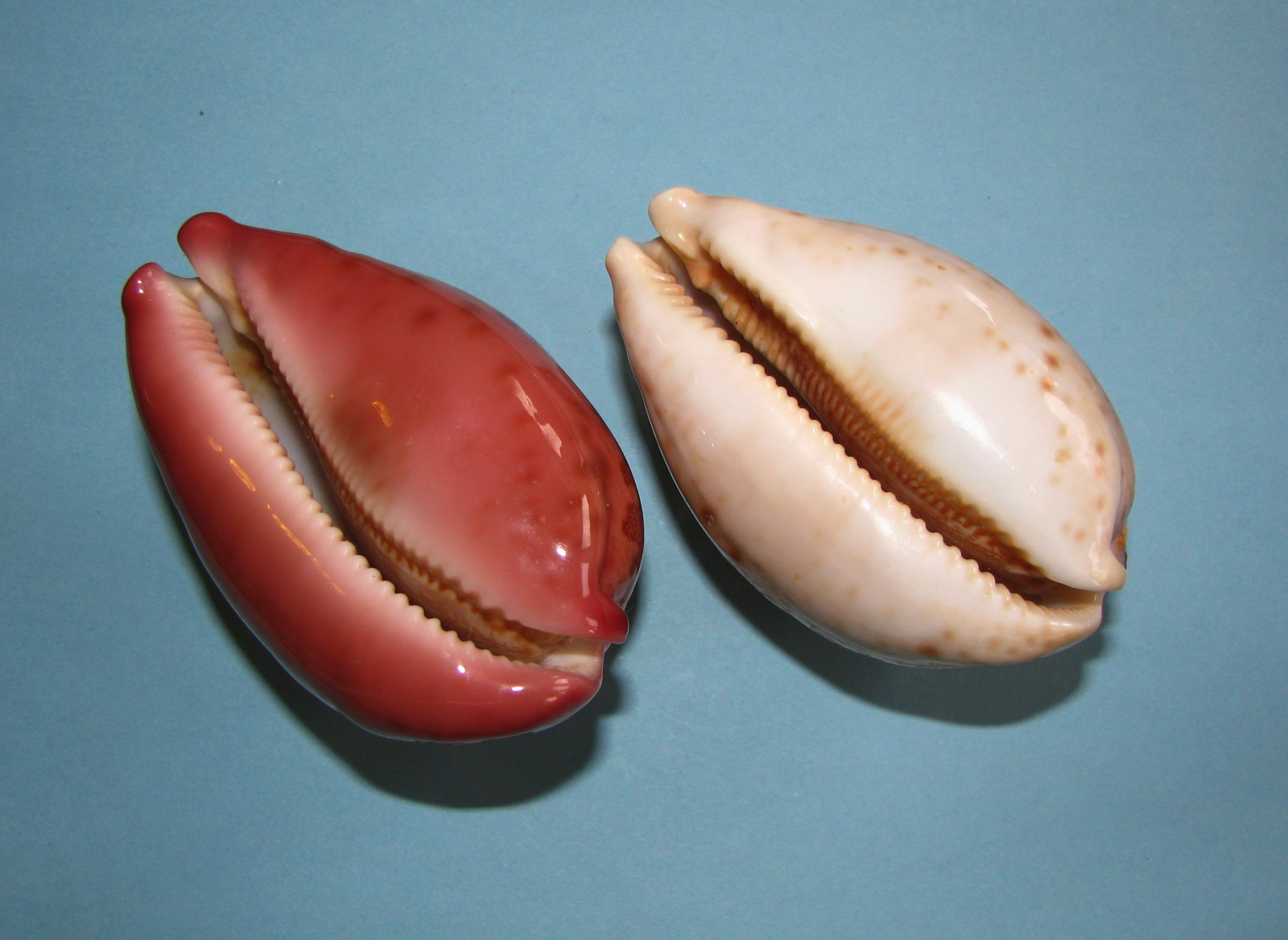